# ローマンレジェンド
ローマンレジェンド（英：Roman Legend）は、日本の競走馬。馬名の意味はローマの伝説。おもな勝ち鞍は2012年東京大賞典、2012年みやこステークス、2012年・2014年エルムステークス（隔年制覇）。

## 経歴

### 3歳（2011年）
1月5日の京都の3歳新馬戦芝2000mに出走。1番人気になるも3着に敗れる。続く芝2200mの未勝利戦も8着となった。このため3ヶ月の休養を挟み5月1日の京都のダート1800mの未勝利戦に1番人気で出走。2着に6馬身差の圧勝で初勝利を飾った。このあと休養に入り、11月の京都古馬500万下に出走し、人気に応え2勝目となった。しかし年末の阪神の1000万下は惜しくも2着に惜敗となったものの赤穂特別は先行抜け出して3勝目となった。

### 4歳（2012年）
休養をはさんで1600万下の上加茂ステークス、灘ステークスを連勝。7月の中京のジュライステークスは2着に6馬身差の圧勝でオープン初勝利（中京ダート1800mのコースレコード更新）。勢いでエルムステークスで重賞初出走。GI馬エスポワールシチーに競り勝って重賞初制覇を飾った。続くみやこステークスも直線差しきって重賞連勝となった。しかしジャパンカップダートは主戦の岩田康誠が前週のジャパンカップでの騎乗停止で乗れなかった影響もあり、4着となり1番人気に応えることができなかった。そして東京大賞典は最後の直線でのワンダーアキュートとの叩き合いを制して、GI初制覇を果たした。

### 5歳（2013年）
かしわ記念は1番人気に推されながら3着に敗れ、帝王賞は6着に敗れた。秋に入り、みやこステークス3着、ジャパンカップダート13着、東京大賞典は6着と勝ちきれないレースが続いた。東京大賞典のレース後に右トモの骨折が判明、休養に入った。

### 6歳（2014年）〜8歳（2016年）
休養を挟んで2014年7月のエルムステークスで久々の勝利を挙げるも、その後は惨敗が続き2016年4月のアンタレスステークスを最後に現役を引退した。引退後は京都競馬場で誘導馬になる。

## 競走成績
| 競走日     | 競馬場 | 競走名          | 格       | 頭数 | オッズ （人気） | オッズ （人気） | 着順 | 騎手       | 斤量 | 距離（馬場）  | タイム （上り3F） | タイム 差 | 勝ち馬/（2着馬）       |
| ---------- | ------ | --------------- | -------- | ---- | --------------- | --------------- | ---- | ---------- | ---- | ------------- | ----------------- | --------- | ---------------------- |
| 2011.01.05 | 京都   | 3歳新馬         |          | 15   | 002.1           | 0（1人）        | 03着 | 鮫島良太   | 56   | 芝2000m（良） | 02:06.1 (34.7)    | -0.3      | アドマイヤパーシア     |
| 0000.01.22 | 京都   | 3歳未勝利       |          | 16   | 004.6           | 0（3人）        | 08着 | 藤田伸二   | 56   | 芝2200m（良） | 02:17.0 (35.7)    | -0.6      | ギュスターヴクライ     |
| 0000.05.01 | 京都   | 3歳未勝利       |          | 15   | 001.7           | 0（1人）        | 01着 | 岩田康誠   | 56   | ダ1800m（稍） | 01:53.0 (36.7)    | -1.0      | （スプリングルシオ）   |
| 0000.11.05 | 京都   | 3歳上500万下    |          | 11   | 001.9           | 0（1人）        | 01着 | 岩田康誠   | 55   | ダ1800m（良） | 01:52.6 (36.3)    | -0.6      | （トップオブカハラ）   |
| 0000.12.11 | 京都   | 3歳上1000万下   |          | 16   | 001.6           | 0（1人）        | 02着 | 岩田康誠   | 56   | ダ1800m（良） | 01:53.6 (36.9)    | -0.1      | ナリタシルクロード     |
| 0000.12.25 | 阪神   | 赤穂特別        | 1000万下 | 12   | 001.8           | 0（1人）        | 01着 | 川田将雅   | 56   | ダ1800m（良） | 01:54.7 (37.5)    | -0.2      | （デスペラード）       |
| 2012.04.22 | 京都   | 上賀茂S         | 1600万下 | 13   | 002.4           | 0（1人）        | 01着 | 岩田康誠   | 56   | ダ1800m（稍） | 01:51.2 (35.9)    | -0.2      | （サンライズモール）   |
| 0000.06.09 | 阪神   | 灘S             | 1600万下 | 14   | 001.5           | 0（1人）        | 01着 | 岩田康誠   | 57   | ダ1800m（不） | 01:48.5 (35.3)    | -0.3      | （ウインドミネーター） |
| 0000.07.15 | 中京   | ジュライS       | OP       | 09   | 001.5           | 0（1人）        | 01着 | 岩田康誠   | 56   | ダ1800m（良） | R1:49.4 (37.0)    | -1.0      | （トウショウフリーク） |
| 0000.08.25 | 札幌   | エルムS         | GIII     | 11   | 001.5           | 0（1人）        | 01着 | 岩田康誠   | 56   | ダ1700m（良） | 01:42.2 (35.9)    | -0.0      | （エスポワールシチー） |
| 0000.11.04 | 京都   | みやこS         | GIII     | 16   | 001.4           | 0（1人）        | 01着 | 岩田康誠   | 57   | ダ1800m（良） | 01:49.6 (36.7)    | -0.0      | （ニホンピロアワーズ） |
| 0000.12.02 | 阪神   | JCダート        | GI       | 16   | 002.3           | 0（1人）        | 04着 | M.デムーロ | 57   | ダ1800m（良） | 01:49.8 (36.6)    | -1.0      | ニホンピロアワーズ     |
| 0000.12.29 | 大井   | 東京大賞典      | GI       | 12   | 002.6           | 0（2人）        | 01着 | 岩田康誠   | 57   | ダ2000m（重） | 02:05.9 (38.5)    | -0.1      | （ハタノヴァンクール） |
| 2013.05.06 | 船橋   | かしわ記念      | JpnI     | 11   | 002.0           | 0（1人）        | 03着 | 岩田康誠   | 57   | ダ1600m（良） | 01:38.3 (37.5)    | -0.5      | ホッコータルマエ       |
| 0000.06.26 | 大井   | 帝王賞          | JpnI     | 12   | 002.7           | 0（2人）        | 06着 | 岩田康誠   | 57   | ダ2000m（不） | 02:05.1 (38.6)    | -2.1      | ホッコータルマエ       |
| 0000.11.03 | 京都   | みやこS         | GIII     | 16   | 003.5           | 0（1人）        | 03着 | 岩田康誠   | 59   | ダ1800m（良） | 01:49.4（36.5）   | -0.2      | ブライトライン         |
| 0000.12.01 | 阪神   | JCダート        | GI       | 16   | 006.3           | 0（2人）        | 13着 | 岩田康誠   | 57   | ダ1800m（良） | 01:51.8（37.4）   | -1.4      | ベルシャザール         |
| 0000.12.29 | 大井   | 東京大賞典      | GI       | 09   | 008.1           | 0（4人）        | 06着 | 岩田康誠   | 57   | ダ2000m（良） | 02:09.6（38.4）   | -3.0      | ホッコータルマエ       |
| 2014.07.27 | 札幌   | エルムS         | GIII     | 13   | 005.2           | 0（3人）        | 01着 | 岩田康誠   | 58   | ダ1700m（不） | 01:41.9（36.2）   | -0.0      | (クリノスターオー)     |
| 0000.12.07 | 中京   | チャンピオンズC | GI       | 16   | 007.1           | 0（3人）        | 03着 | 岩田康誠   | 57   | ダ1800m（良） | 01:51.2（36.6）   | -0.2      | ホッコータルマエ       |
| 0000.12.29 | 大井   | 東京大賞典      | GI       | 16   | 006.8           | 0（4人）        | 05着 | 岩田康誠   | 57   | ダ2000m（重） | 02:04.7（38.4）   | -1.7      | ホッコータルマエ       |
| 2015.02.22 | 東京   | フェブラリーS   | GI       | 16   | 009.0           | 0（4人）        | 05着 | 岩田康誠   | 57   | ダ1600m（良） | 01:36.6（35.8）   | -0.3      | コパノリッキー         |
| 0000.04.18 | 阪神   | アンタレスS     | GIII     | 16   | 006.1           | 0（3人）        | 06着 | 岩田康誠   | 58   | ダ1800m（良） | 01:50.4（37.1）   | -0.8      | クリノスターオー       |
| 0000.05.23 | 京都   | 平安S           | GIII     | 16   | 009.1           | 0（5人）        | 03着 | 岩田康誠   | 58   | ダ1900m（良） | 01:55.4（36.5）   | -0.3      | インカンテーション     |
| 0000.11.08 | 京都   | みやこS         | GIII     | 11   | 006.1           | 0（4人）        | 03着 | 岩田康誠   | 58   | ダ1800m（不） | 01:47.8（36.3）   | -0.0      | ロワジャルダン         |
| 0000.12.06 | 中京   | チャンピオンズC | GI       | 16   | 012.4           | 0（4人）        | 14着 | 岩田康誠   | 57   | ダ1800m（良） | 01:52.5（39.8）   | -2.1      | サンビスタ             |
| 2016.01.24 | 中京   | 東海S           | GII      | 12   | 007.8           | 0（5人）        | 06着 | 岩田康誠   | 57   | ダ1800m（良） | 01:53.5（37.7）   | -1.6      | アスカノロマン         |
| 0000.02.21 | 東京   | フェブラリーS   | GI       | 16   | 086.8           | （13人）        | 09着 | 内田博幸   | 57   | ダ1600m（重） | 01:34.8（35.3）   | -0.8      | モーニン               |
| 0000.04.16 | 京都   | アンタレスS     | GIII     | 16   | 048.2           | （10人）        | 12着 | 岩田康誠   | 58   | ダ1800m（良） | 01:51.4（38.0）   | -1.5      | アウォーディー         |

- タイム欄のRはレコード勝ちを示す。

## 血統表
| ローマンレジェンドの血統（サンデーサイレンス系（ヘイルトゥリーズン系） / Northern Dancer 12.50% 5x5x4） | ローマンレジェンドの血統（サンデーサイレンス系（ヘイルトゥリーズン系） / Northern Dancer 12.50% 5x5x4） | ローマンレジェンドの血統（サンデーサイレンス系（ヘイルトゥリーズン系） / Northern Dancer 12.50% 5x5x4） | （血統表の出典）     | （血統表の出典）  |
| 父 スペシャルウィーク 1995 黒鹿毛 北海道門別町                                                          | 父の父*サンデーサイレンス Sunday Silence 1986 青鹿毛 アメリカ                                           | Halo | Hail to Reason       | Hail to Reason    |
| 父 スペシャルウィーク 1995 黒鹿毛 北海道門別町                                                          | 父の父*サンデーサイレンス Sunday Silence 1986 青鹿毛 アメリカ                                           | Halo | Cosmah               |                   |
| 父 スペシャルウィーク 1995 黒鹿毛 北海道門別町                                                          | 父の父*サンデーサイレンス Sunday Silence 1986 青鹿毛 アメリカ                                           | Wishing Well                                                                                            | Understanding        | Understanding     |
| 父 スペシャルウィーク 1995 黒鹿毛 北海道門別町                                                          | 父の父*サンデーサイレンス Sunday Silence 1986 青鹿毛 アメリカ                                           | Wishing Well                                                                                            | Mountain Flower      |                   |
| 父 スペシャルウィーク 1995 黒鹿毛 北海道門別町                                                          | 父の母キャンペンガール 1987 鹿毛 北海道門別町                                                           | マルゼンスキー                                                                                          | Nijinsky II          | Nijinsky II       |
| 父 スペシャルウィーク 1995 黒鹿毛 北海道門別町                                                          | 父の母キャンペンガール 1987 鹿毛 北海道門別町                                                           | マルゼンスキー                                                                                          | *シル                |                   |
| 父 スペシャルウィーク 1995 黒鹿毛 北海道門別町                                                          | 父の母キャンペンガール 1987 鹿毛 北海道門別町                                                           | レディーシラオキ                                                                                        | *セントクレスピン    | *セントクレスピン |
| 父 スペシャルウィーク 1995 黒鹿毛 北海道門別町                                                          | 父の母キャンペンガール 1987 鹿毛 北海道門別町                                                           | レディーシラオキ                                                                                        | ミスアシャガワ       |                   |
| 母 *パーソナルレジェンド Personal Legend 2000 栗毛 アメリカ                                             | 母の父Awesome Again 1994 鹿毛                                                                           | Deputy Minister                                                                                         | Vice Regent          | Vice Regent       |
| 母 *パーソナルレジェンド Personal Legend 2000 栗毛 アメリカ                                             | 母の父Awesome Again 1994 鹿毛                                                                           | Deputy Minister                                                                                         | Mint Copy            |                   |
| 母 *パーソナルレジェンド Personal Legend 2000 栗毛 アメリカ                                             | 母の父Awesome Again 1994 鹿毛                                                                           | Primal Force                                                                                            | Blushing Groom       | Blushing Groom    |
| 母 *パーソナルレジェンド Personal Legend 2000 栗毛 アメリカ                                             | 母の父Awesome Again 1994 鹿毛                                                                           | Primal Force                                                                                            | Prime Prospect       |                   |
| 母 *パーソナルレジェンド Personal Legend 2000 栗毛 アメリカ                                             | 母の母Highland Legend 1991 栗毛                                                                         | Storm Bird                                                                                              | Northern Dancer      | Northern Dancer   |
| 母 *パーソナルレジェンド Personal Legend 2000 栗毛 アメリカ                                             | 母の母Highland Legend 1991 栗毛                                                                         | Storm Bird                                                                                              | South Ocean          |                   |
| 母 *パーソナルレジェンド Personal Legend 2000 栗毛 アメリカ                                             | 母の母Highland Legend 1991 栗毛                                                                         | Santella                                                                                                | Coastal              | Coastal           |
| 母 *パーソナルレジェンド Personal Legend 2000 栗毛 アメリカ                                             | 母の母Highland Legend 1991 栗毛                                                                         | Santella                                                                                                | Santa Quilla F-No.20 |                   |

- 母のパーソナルレジェンドはターンバックジアラームHの勝ち馬。
- 半姉にJBCレディスクラシック2連覇などがあるミラクルレジェンド（父フジキセキ）がいる。
- 4代母のSanta Quillaの産駒にブルックリンH勝ち馬のSilver Supreme。孫に全欧古馬・全欧3歳牝馬チャンピオンのMiesque、曾孫にMiesqueの仔であるKingmamboとEast of the Moonがいる。
- 近親に香港マイルなどを勝ったグッドババや阪神3歳牝馬ステークス2着のキュンティアとその仔でファンタジーステークスを勝ったオディールがいる。